# Памятник генералу Скобелеву (Москва)
Это статья о старом памятнике. О новом см. памятник генералу Михаилу Скобелеву (Москва).
Па́мятник генера́лу Ско́белеву — московская монументальная конная статуя герою Русско-турецкой войны 1877—1878 годов, генералу от инфантерии Михаилу Скобелеву. Была возведена по проекту скульптора Петра Самонова на Тверской площади перед губернаторским дворцом в 1911—1912 годах. Одновременно с открытием монумента Тверская площадь получила народное название «Скобелевская площадь». Памятник был открыт 24 июня (7 июля по новому стилю) 1912 года и снесён большевиками в апреле 1918-го.

## История

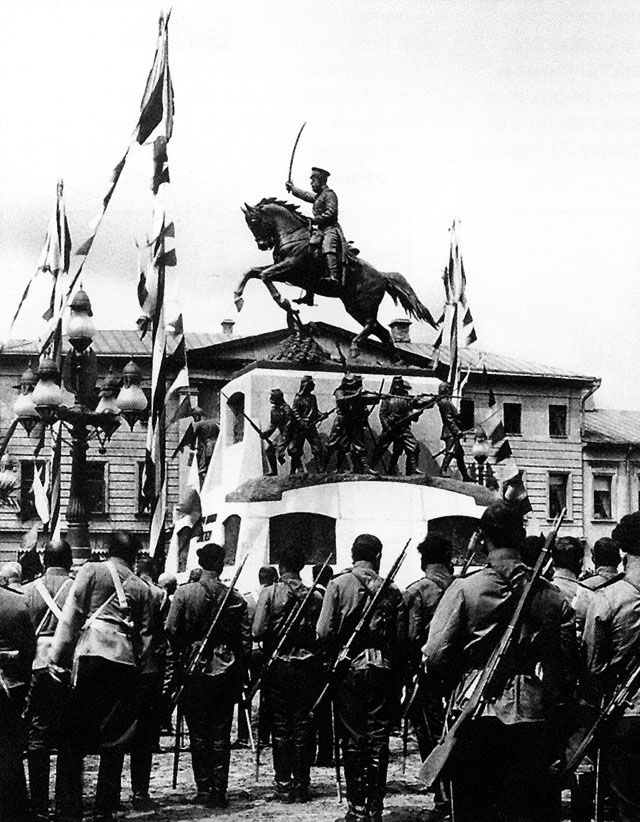
Открытие памятника, 1912 год

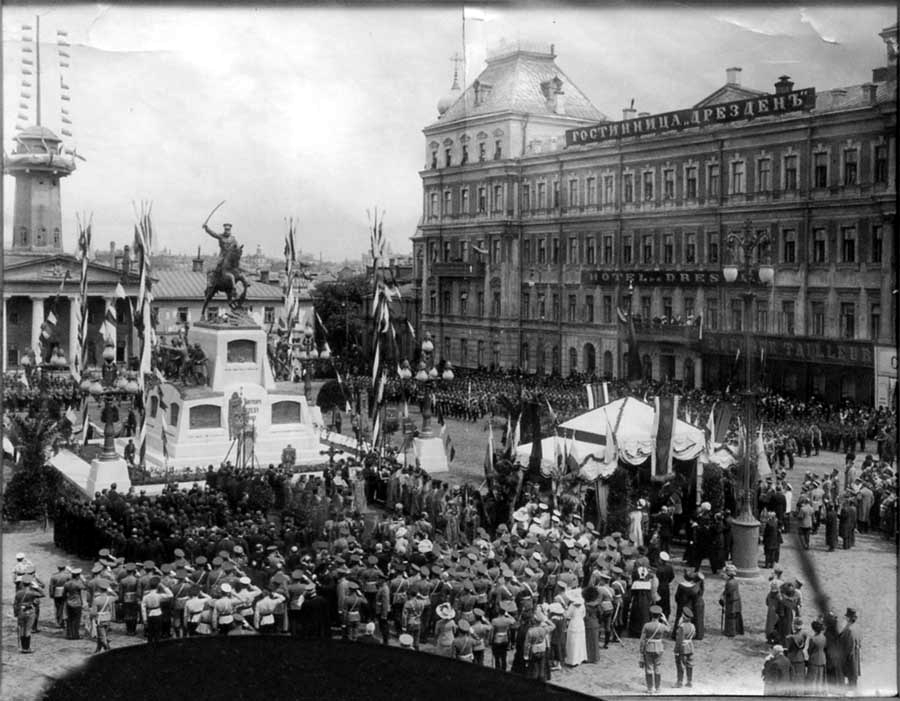
Открытие памятника, 1912 год

Памятник Скобелеву, 1912—1918 годы

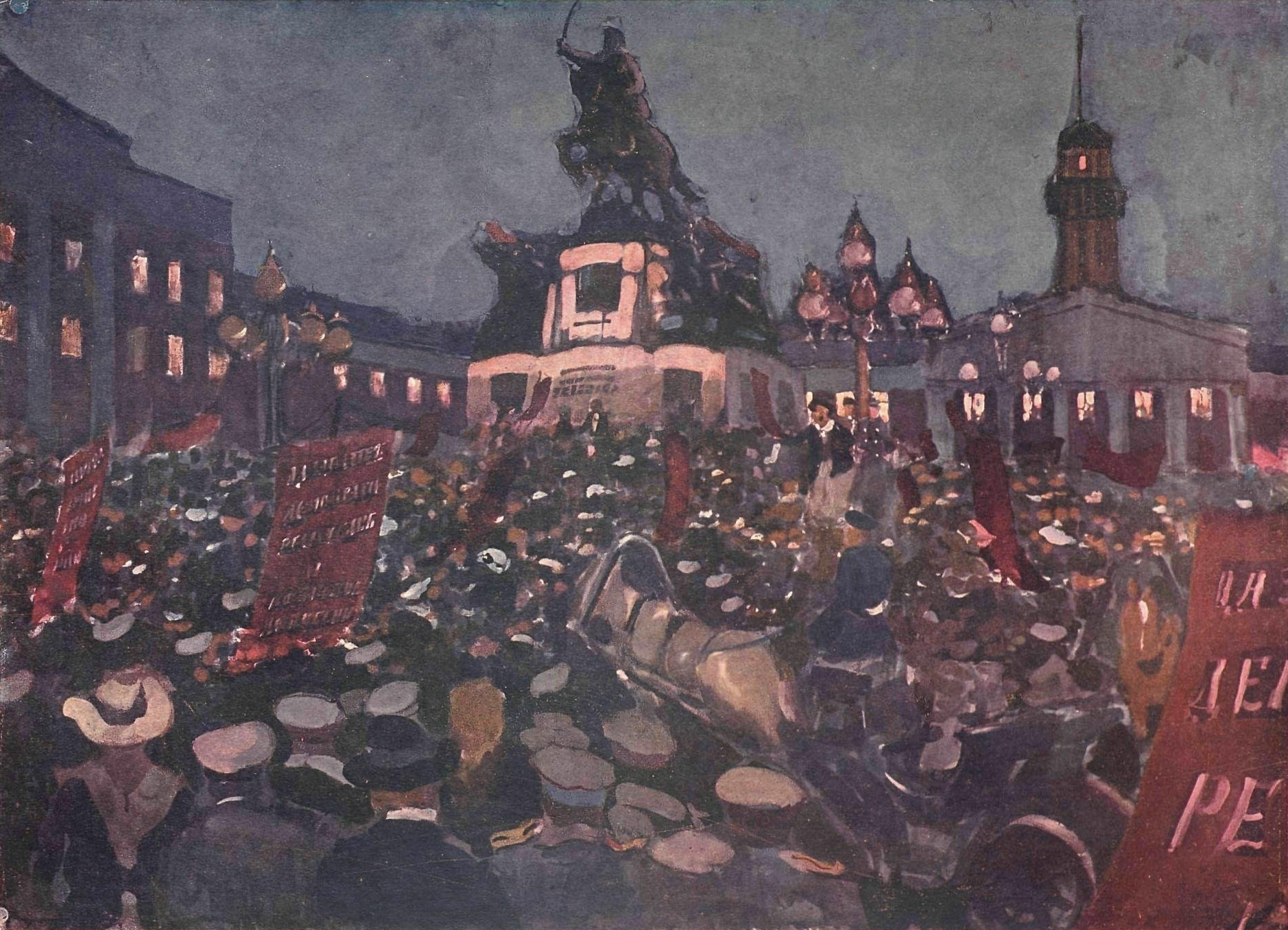
Монумент на картине художника Александра Герасимова, 1917 год

### Предыстория
В 1907 году гласный Московской городской думы Николай Шамин подал в Комиссию о пользах и нуждах общественных записку с предложением установить монумент в честь генерала Скобелева:
26 июня текущего года исполнилось 25 лет со дня кончины незабвенного народного героя и великого полководца «Белого генерала» М. Д. Скобелева. <…> Москве, сердцу России, где скончался Михаил Дмитриевич, первой следует стремиться к увековечению памяти великого русского полководца: учредить музей его имени или же заложить ему памятник. Необходимо немедленно озаботиться прибитием мраморной доски к дому, где скончался Михаил Дмитриевич.
Комиссия отказалась открывать музей и памятную доску, так как Скобелев не был постоянным жителем или общественным деятелем Москвы. Несмотря на это, она поддержала идею Шамина по установке памятника и передала его записку в Генеральный штаб.
По итогам заседания, состоявшегося 26 февраля 1908 года, было решено открыть подписку на сбор средств для возведения монумента, утвердить основную идею статуи и приступить к подготовительным работам по её строительству. Ответственным за сбор народных пожертвований, проведение конкурса проектов и сооружение памятника назначили начальника Николаевской академии Генерального штаба Дмитрия Щербачёва. Сбор денег проводили Скобелевский комитет и газета «Русский инвалид». В течение одного года они разослали 176 000 подписных листов. К январю 1909-го на строительство памятника было пожертвовано около 7500 рублей, однако к началу 1910-го эта сумма выросла до 65 000 рублей.
Первоначально для возведения монумента было выбрано несколько мест. Московская городская управа предлагала установить памятник в Лубянском сквере, но в нём подходящей площадки для установки статуи не нашлось. Шамин считал, что лучшим местом для статуи стал бы сквер у Красных ворот. Рассматривались также Лубянская, Театральная и Тверская площади. Место для сооружения монумента выбрал император Николай II. 27 октября 1909 года он постановил начать работы по исследованию почвы и подготовке фундамента памятника на Тверской площади перед зданием губернаторского дворца.
В конце января 1910 года был открыт конкурс на лучший проект статуи генералу. Приём заявок длился до 25 мая того же года. В состав жюри входили девять военных, шесть архитекторов и скульптор Роберт Бах, представлявший Императорскую академию художеств. Из 27 представленных работ они удостоили премиями проекты скульпторов Сергея Александровича Евсеева, И. И. Лаврова, Петра Самонова и Марии Страховской. С преимуществом в 11 голосов против трёх первое место получила конная статуя Самонова под названием «За царя и Родину». По окончании конкурса проекты были выставлены на общественное обозрение, а 10 августа 1910 года Николай II окончательно утвердил проект монумента.

### Создание
Отливку памятника, производство всех бронзовых работ, установку фундамента, гранитных и каменных деталей поручили заводу А. Марона. Для лепки статуи на его территории построили скульптурную мастерскую из бетона. В ноябре 1910 года Самонов закончил фигуру Скобелева и приступил к лепке лошади и элементов, формировавших скульптурные композиции постамента. Работу над конной статуей, четырьмя дополнительными фигурами, одиннадцатью барельефами и четырьмя фонарями скульптор закончил 21 марта 1912 года. Модель памятника весом 450 пудов составляла 7 аршин в высоту. Отливка памятника началась в июне того же года.
Строительство монумента началось в апреле 1911-го. За его ходом следила комиссия во главе с инженер-полковником Михаилом Воронцовым-Вельяминовым и художником Иваном Кузнецовым. В мае того же года были закончены подготовительные работы по установке фундамента, а торжественная закладка состоялась 5 июня. На церемонии присутствовали командующий войсками Московского военного округа генерал Павел Плеве, представители войск Московского гарнизона, командир 4-го армейского корпуса генерала от кавалерии Антон Новосильцов, московский губернатор Владимир Джунковский, градоначальник Александр Адрианов и предводители губернского и уездного дворянства. Митрополит Московский Владимир провёл крестный ход от храма Христа Спасителя к Тверской площади и возложил первый камень в основание монумента. Сооружение пьедестала и гранитные работы были завершены в феврале 1912 года.
Открытие памятника состоялось 7 июля (24 июня по старому стилю) 1912 года и было приурочено к 30-летней годовщине со дня смерти Скобелева. На торжественной церемонии присутствовали родственники и сослуживцы генерала. Под звуки «Коль славен наш Господь в Сионе» совершили крестный ход и молебен, затем с памятника сняли покрывало.
Информация о том, что Тверская площадь после открытия памятника была официально переименована в Скобелевскую не соответствует действительности. Во всех справочниках "Вся Москва" с 1913 по 1917 год площадь в списке улиц именуется Тверской.. Названия "Скобелевская" в списке нет. "Тверской" площадь называется и на картах Москвы этого времени.

### Ликвидация

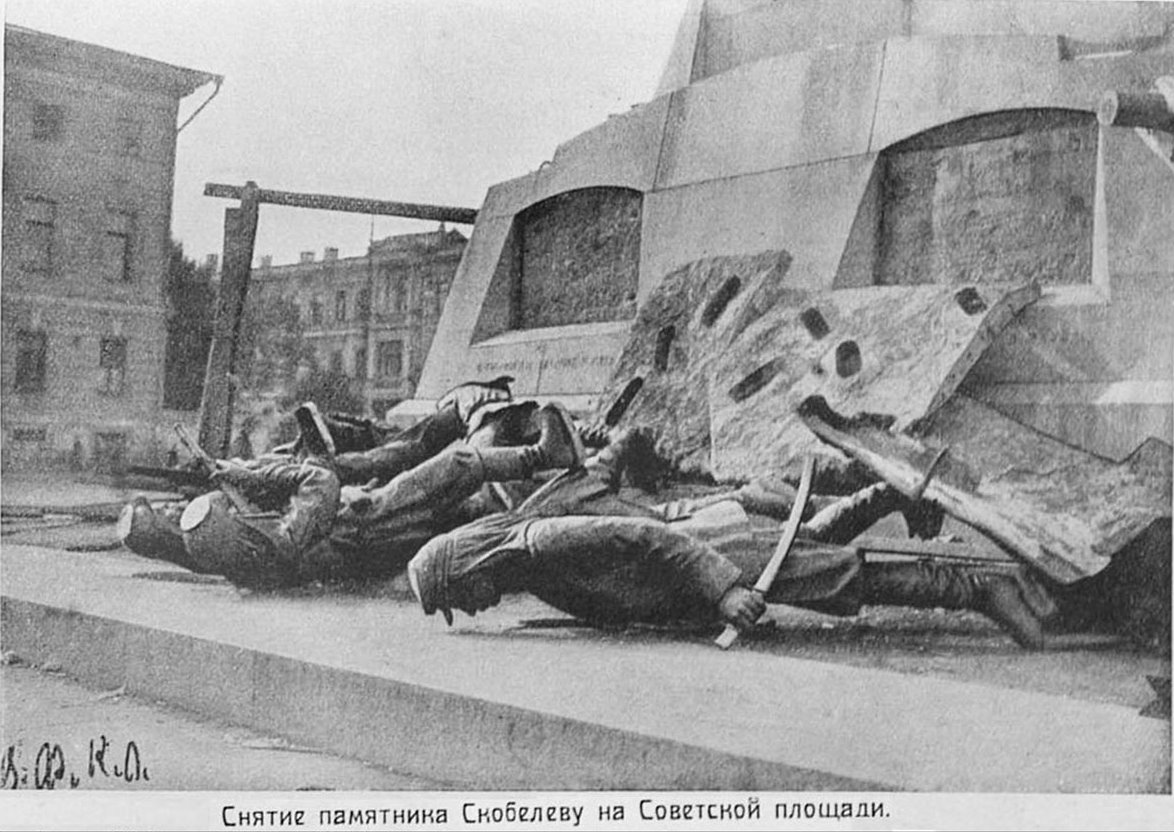
Демонтаж конной статуи генералу Скобелеву, 1918 год

Принятый после Октябрьской революции ленинский план монументальной пропаганды предусматривал снос памятников царского режима. Декрет СНК РСФСР «О памятниках Республики» от 12 апреля 1918 года постановил заменить их статуями в честь деятелей революции. Конная статуя Скобелева была одним из первых памятников, уничтоженных в ходе этой кампании.
Памятник демонтировали рабочие завода Гужона. В апреле 1918-го статуя была разобрана, на демонстрации в честь Первого мая её постамент использовался как трибуна. В ноябре того же года на месте памятника Скобелеву открыли Монумент советской конституции. С 1954-го по настоящее время на этом месте стоит памятник Юрию Долгорукому.
В 2014 году на территории парка «Никулино» напротив Академии Генштаба был установлен новый памятник Скобелеву, изготовленный по проекту скульптора Александр Рукавишникова и архитекторов Игоря и Антона Воскресенских. Торжественное открытие монумента состоялось  9 декабря.

## Художественные особенности

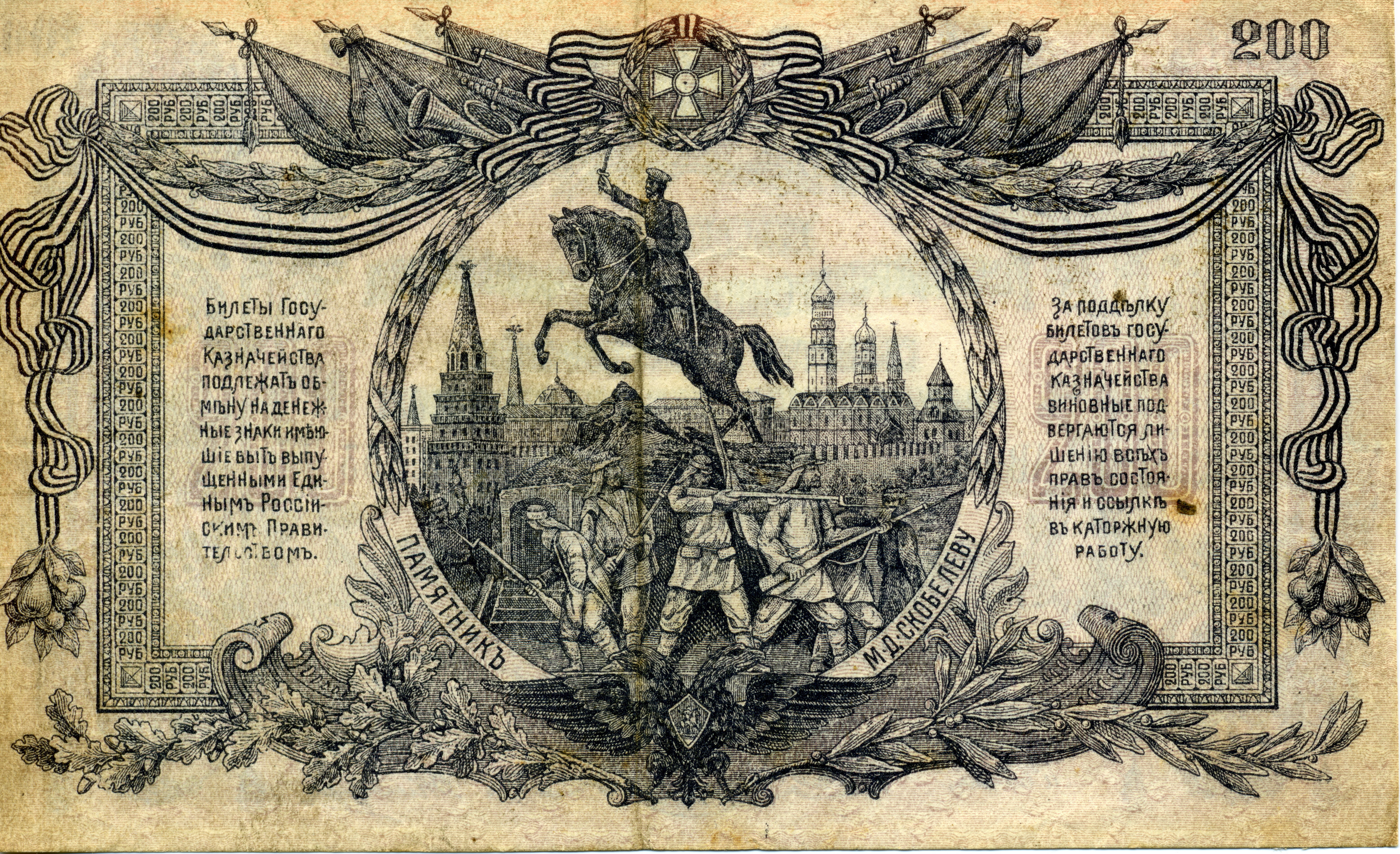
Памятник Скобелеву на реверсе купюры Вооружённых сил Юга России, 1919 год

В пояснительной записке к конкурсному проекту Самонов описывал скульптурную композицию следующим образом:
Памятник представляет конную фигуру Скобелева, несущегося стремительно впереди своих солдат и этим олицетворяющего главную идею полководческого военного гения… Нижний постамент изображает как бы абрис долговременного форта, в амбразурах которого вставлены барельефы истории его походов.
Композиционно и стилистически монумент повторял памятник герою обороны Севастополя генералу Эдуарду Тотлебену. Памятник Скобелеву изображает генерала, вздыбившего коня. Скульптура установлена на пьедестале из светло-серого финляндского гранита. На левой части постамента расположена семифигурная композиция, изображающая сцену защиты знамени во время Среднеазиатской кампании. Справа представлен эпизод Русско-турецкой войны 1877—1878 годов. В нишах постамента помещены 11 барельефов с изображениями баталий: на лицевой стороне — штурм Геок-Тепе, атака Зелёных гор, сражение при Шипке-Шейново; на задней части — барельефы со сражением под Хивой, штурмом Андижана, переходом через Балканы, взятием Ловчи; по бокам — переход через Дунай у Зимницы, взятие редута под Плевной, битва у Шипки-Шейново, Скобелев под Плевной. Вокруг памятника установлены четыре бронзовых канделябра с пятью фонарями на каждом.
Монумент вызвал у современников неоднозначные отзывы. Художник Алексей Моргунов так описывал памятник:
Постамент неважный, и место не совсем удачное, ограниченное со всех сторон; памятник получился замкнутым, точно в коробочке между отелем, домом генерал-губернатора и пожарной частью, это портит впечатление. Следовало бы поместить этот памятник на более широком пространстве. И все же из всех московских памятников, как поставленных в последние годы, так и существующих давно, я его отмечаю как самый лучший.
Скульптор В. Ф. Фишер резко отзывался о работе Самонова:
Судя по тому, что были забракованы такие великолепные проекты, как проект талантливого Обера или проект Паоло Трубецкого, следовало бы ожидать от памятника чего-то чрезвычайного. Между тем он преотвратительный. И эта уродливая, плохо сделанная рука с саблей, и группы солдат, чуть ли не целиком взятые с какой-то верещагинской картины, – все это производит безотрадное впечатление.
Памятник должен изображать всадника, который вылетел из ворот Тверской пожарной части и на фоне каланчи лихо несется вскачь на высоте своего пьедестала прямо на генерал-губернаторский дом и только что не кричит «Разойдись!».Отзыв современника

## Памятник в бонистике
Памятник генералу Скобелеву изображён на реверсе 200-рублёвой купюры Вооружённых сил Юга России, выпущенной в 1919 году.